# Мартинівка (Прилуцький район)
Марти́нівка — село в Україні, у Прилуцькому районі Чернігівської області. На 2024 рік населення становить приблизно 185 осіб. Входить до складу Парафіївської селищної громади.

## Географія
Село Мартинівка розташоване на півночі району, на лівому березі річки Остер, вище за течією на відстані 4 км розташоване село Смолове Ніжинського району, нижче за течією на відстані 1 км розташоване село Більмачівка, на протилежному березі — Круглолугівка.
Відстань від Чернігова — близько 160 км (автошляхами — 183 км), до Ічні — 30 км. Найближча залізнична станція — Більмачівка на лінії Бахмач — Прилуки Полтавської дирекції залізничних перевезень за 2,5 км.
Площа села близько 4,5 км². Висота над рівнем моря — 138 м.

## Історія
Село засноване у першій половині XVII століття на території Чернігівського воєводства Речі Посполитої, на землях ніжинської ланової шляхти Засновником села є чернігівський скарбник, лановий шляхтич Криштоф Колчинський. 1648 р. Мартинівка зафіксована на Спеціальній карті Гійома де Боплана і віднесена до так званих крупичпільських ґрунтів.
З 1648 стає козацьким поселенням Занківської сотні Прилуцького полку Гетьманщини. Річ Посполита у 1660-тих спробувала повернути короні Мартинівку, але безрезультатно. Формальним власником Мартинівки числився польський шляхтич Єжи Ґодлевський, який посилався на свої власницькі права ще до Хмельниччини.
У селі була Церква в ім’я Св. Апостола та Євангеліста Іоанна Богослова
Є на мапі 1812 року.
У селі володарському та козачому Мартиновка (Мартыновка) у 1859 році була церква та 312 дворів де жило 1774 особи (825 чоловічої та 949 жіночої статі)
На фронтах Другої світової війни билися 425 жителів, 250 з них за мужність і відвагу, проявлені в боях, нагороджені орденами і медалями СРСР, 183 — загинули. У 1957 році комуністична влада спорудила пам'ятник радянським воякам, що загинули в боях за Мартиновку.
У повоєнний період у селі знаходилася центральна садиба колгоспу «Перемога», за яким було закріплено 6635 гектарів сільськогосподарських угідь, у тому числі 4999 га орної землі. Це були багатогалузеві господарства, де вирощували зернові і технічні культури, займалося м'ясо-молочним тваринництвом.
На початку 1970-х населення села становило 1470 осіб. Нині в селі живе приблизно 185 мешканців.

## Населення

### Мова
Розподіл населення за рідною мовою за даними перепису 2001 року:
| Мова       | Відсоток |
| ---------- | -------- |
| українська | 99,37%   |
| російська  | 0,63%    |

## Інфраструктура
У селі є клуб, бібліотека, дільнича лікарня, магазини, відділення зв'язку. Діє церква, яка перебуває у підпорядкуванні УПЦ Київського патріархату.
єпископом є Чернігівський і Ніжинський владика Євстратій.
настоятель церкви св. Іоана Богослова — священик Михайло

## Видатні земляки
В селі народився Семенченко Кузьма Олександрович (1896—1965) — учасник Першої і Другої світових війн, генерал-майор танкових військ Герой Радянського Союзу.